# Laméac
Laméac – miejscowość i gmina we Francji, w regionie Oksytania, w departamencie Pireneje Wysokie.
Według danych na rok 1990 gminę zamieszkiwało 110 osób, a gęstość zaludnienia wynosiła 21 osób/km² (wśród 3020 gmin regionu Midi-Pyrénées Laméac plasuje się na 953. miejscu pod względem liczby ludności, natomiast pod względem powierzchni na miejscu 1468.).